# Guarda Popular
A Guarda Popular é a barra brava do Sport Club Internacional. Fundada em 2004, é conhecida como o maior movimento de torcedores do clube gaúcho e tida como uma das barras bravas mais influentes do mundo.
É comum o tratamento errôneo de barras e torcidas organizadas como sinônimos. A Popular apresenta uma estrutura hierárquica característica de barras bravas e o ritmo predominante da cumbia argentina em seus cânticos, proporcionado por instrumentos específicos, como bumbos de murga e instrumentos de sopro. Além disso, a disposição e o modelo das faixas e bandeiras na arquibancada reforçam a intitulação de barra.

## História
O antigo setor popular do Beira-Rio, localizado abaixo das arquibancadas inferiores, denominava-se Coréia. O espaço era ocupado por torcedores que assistiam aos jogos no mesmo nível do gramado, ficando em pé durante toda a partida, o que refletia em valores mais acessíveis para os ingressos. Por questões de segurança, em 2004, o setor deixou de ser utilizado nos jogos do Internacional.
Com a reforma do estádio para sediar a Copa do Mundo de 2014 a Coréia foi substituída por uma nova arquibancada.
O fechamento da Coréia impulsionou a formação de novos setores populares, localizados nas arquibancadas inferiores atrás de cada goleira. Às costas do gol sul do Beira-Rio, no setor habitualmente conhecido como Portão 7, fruto da união dos antigos ocupantes da Coréia, surgiu a Guarda Popular. Desde o princípio, acolhendo todos os colorados por simples adesão ao clube, sem solicitar qualquer tipo de uniforme ou identificação, e exigindo apenas apoio e cantoria durante cada partida do Clube do Povo.
Exibindo materiais festivos, bandeiras e faixas verticais sobre a arquibancada, a Popular foi a primeira torcida do Brasil a usar bumbos de murga rio-platense. A banda não demorou para contagiar os torcedores que frequentavam as arquibancadas do Beira-Rio. Em 2006, com a conquista da Copa Libertadores e do Mundial de Clubes da FIFA pelo Sport Club Internacional, a Guarda Popular consolidou-se definitivamente como a principal torcida do clube campeão mundial. 

## Amizades
A Guarda Popular, em virtude de ser uma das maiores torcidas do Brasil, possui amizades dispostas por grande parte da América do Sul, sendo alianças oficializadas ou unicamente por simpatias clubistas, promovidas por identidade visual ou contexto histórico. À vista disso, é comum observar a coexistência de colorados e torcedores aliados no mesmo ambiente, mesmo sem exibir qualquer identificação com a barra brava. Além disso, regularmente, são vistos materiais de uma torcida nas arquibancadas aliadas.
Argentina
 La Barra Del Rojo − Club Atlético Independiente
Brasil
 Brava Ilha − Sport Club do Recife
 Fanáti-Cruz − Cruzeiro Esporte Clube
 Os Fanáticos − Club Athletico Paranaense
 Os Tigres − Criciúma Esporte Clube
 Raça Rubro-Negra − Flamengo
Colômbia
 Barón Rojo Sur − América de Cali